# Lichenopora radiata
Lichenopora radiata är en mossdjursart som först beskrevs av Jean Victor Audouin 1826.  Lichenopora radiata ingår i släktet Lichenopora och familjen Lichenoporidae. Inga underarter finns listade i Catalogue of Life.